# El-Oroparkiet
De El-Oroparkiet (Pyrrhura orcesi) is een vogel uit de familie Psittacidae (papegaaien van Afrika en de Nieuwe Wereld).  Het is een bedreigde, endemische vogelsoort in Ecuador. Deze parkiet werd in 1980 al ontdekt, maar pas acht jaar later onderzocht en beschreven. De vogel werd vernoemd naar Dr. Gustavo Orcés (1903 - 1999), een zoöloog die veel heeft betekend voor de Ecuadoraanse ornithologie.

## Kenmerken
De vogel is 22 cm lang en lijkt sterk op de zwartstaartparkiet (P. melanura). De vogel is overwegend groen met een rode vlek op het voorhoofd tussen de bovensnavel en het oog. Op de borst en flanken zit een lichtgrijs gekleurd schubbenpatroon in het groen. Bij de zwartstaartparkiet is dit veel duidelijker, meer bruin gekleurd. De vleugelbocht is rood en de handpennen zijn gedeeltelijk blauw. De staartbasis is groen, de staartveren worden verder van de stuit roodachtig.

## Verspreiding en leefgebied
Deze soort is endemisch in zuidwestelijk Ecuador in de provincie El Oro. Het leefgebied is nevelwoud op de westhellingen van de Andes tussen de 800 en 1200 m boven zeeniveau.

## Status
De El-Oroparkiet heeft een beperkt verspreidingsgebied en daardoor is de kans op uitsterven aanwezig. De grootte van de populatie werd in 2017 door BirdLife International geschat op 250 tot 1000 volwassen individuen en de populatie-aantallen nemen af door habitatverlies. De leefgebieden, vooral delen die lager dan 900 m liggen, worden aangetast door ontbossing waarbij natuurlijk bos wordt omgezet in weidegronden of gekapt ten behoeve van de mijnbouw. Om deze redenen staat deze soort als bedreigd op de Rode Lijst van de IUCN.
Er gelden beperkingen voor de handel in deze parkiet, want de soort staat in de Bijlage II van het CITES-verdrag.